# Farleigh Hungerford Castle

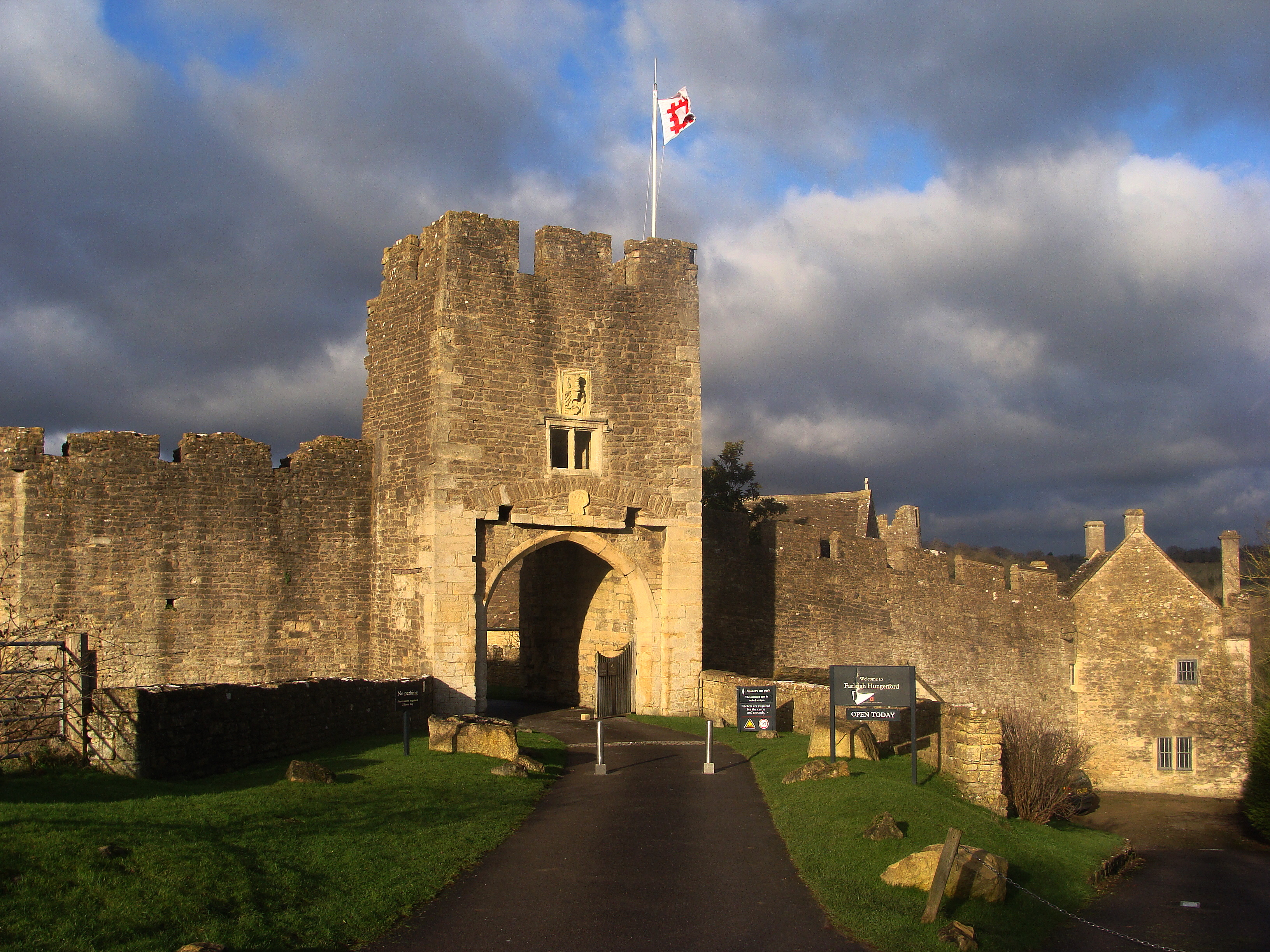
Östliches Torhaus von Farleigh Hungerford Castle

Farleigh Hungerford Castle, auch Farleigh Castle oder Farley Castle, ist eine Burgruine auf dem Anwesen Farleigh Hungerford in der englischen Grafschaft Somerset. Die Burg entstand in zwei Phasen: Die Kernburg ließ Thomas Hungerford, der sein Vermögen als Statthalter von John of Gaunt machte, von 1377 bis 1383 errichten. Die Burg entstand als Kastellburg – damals bereits eine etwas überkommene Bauform – an Stelle eines früheren Herrenhauses über dem River Frome. Neben der Burg wurde ein Rehpark angelegt, was den Abriss eines ganzen Dorfes erforderlich machte. Sein Sohn, Walter Hungerford, ein erfolgreicher Ritter und Höfling am Königshofe von Heinrich V., wurde im Laufe des Hundertjährigen Krieges mit Frankreich reich und ließ die Burg durch eine Vorburg erweitern, die auch die örtliche Pfarrkirche mit einschloss. Nach Walter Hungerfords Tod 1449 waren die große Burg reich ausgestattet und die Burgkapelle mit Fresken geschmückt.
Farleigh Hungerford Castle blieb über die folgenden zwei Jahrhunderte größtenteils in den Händen der Familie Hungerford, mit Ausnahme zweier Zeiträume während der Rosenkriege, als die Burg von der Krone gehalten wurde, und nach der Anklage und Verurteilung einiger Familienmitglieder. Bei Ausbruch des englischen Bürgerkrieges 1642 gehörte die nach der jüngsten Mode im Tudor- und Stuartstil modernisierte Burg Edward Hungerford. Der unterstützte die Parlamentaristen und wurde einer ihrer Führer in Wiltshire. 1643 wurde Farleigh Hungerford Castle von den Royalisten erobert aber 1645, gegen Ende des Konfliktes, von den Parlamentaristen kampflos wieder eingenommen. So entkam es nach dem Krieg der Schleifung, anders als viele andere Burgen im Südwesten Englands.
Das letzte Mitglied der Familie Hungerford, das die Burg besitzen sollte, war ein weiterer Sir Edward Hungerford, der sie 1657 erbte. Aber seine Spielsucht und sein ausschweifender Lebensstil zwangen ihn 1686 zum Verkauf des Anwesens. Im 18. Jahrhundert lebte keiner der Eigner mehr in der Burg und sie verfiel langsam. 1730 kaufte sie die Familie Houlton, und sie wurde größtenteils abgerissen, um die Baumaterialien wiederzuverwenden, z. B. zum Bau des Landhauses Farleigh House. Das Interesse der Geschichtsforscher und der Touristen an der übrig gebliebenen Burgruine stieg im 18. und 19. Jahrhundert. Die Burgkapelle wurde 1779 instand gesetzt und diente einschließlich ihrer 1844 an ihren Wänden wiederentdeckten Fresken und einiger seltener vermenschlichender Bleisärge aus der Mitte des 17. Jahrhunderts seither als Museum für Kuriositäten. 1915 wurde Farleigh Hungerford Castle an das Office of Works verkauft und es begann ein vieldiskutiertes Renovierungsprogramm. Heute gehört die Burgruine English Heritage, die sie als historisches Gebäude I. Grades gelistet hat. Sie gilt außerdem als Scheduled Monument.

## Geschichte

### 11. bis 14. Jahrhundert

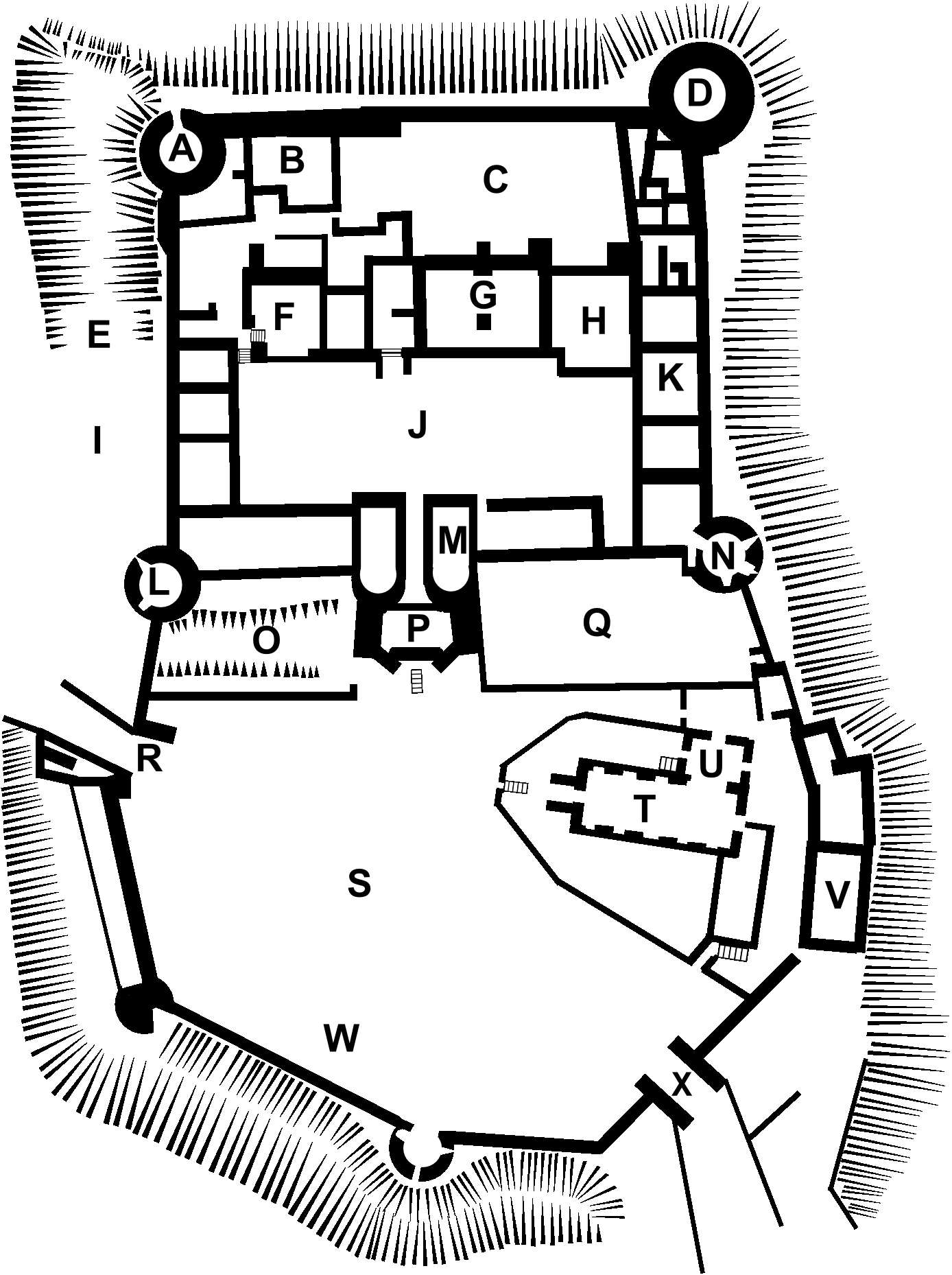
Heutiger Grundriss des Farleigh Hungerford Castle; A – Nordwestturm; B – Backhaus; C – Burghof und Garten; D – Nordostturm; E – Damm; F – Küchen; G – Rittersaal; H – Paradeschlafzimmer; I – westlicher Burggraben; J – innerer Burghof; K – Ostflügel; L – Südwestturm; M – inneres Torhaus; N – Südostturm; O – Burggraben; P – Barbakane; Q – verfüllter Burggraben; R – Westtor; S – äußerer Burghof; T – Burgkapelle; U – nördliche Kapelle; V – Pfarrhaus; W – Stallungen; X – östliches Torhaus

Nach der normannischen Eroberung Englands verlehnte Wilhelm der Eroberer die Grundherrschaft von Ferlege in Somerset an Roger de Courcelles. Der Name „Ferlege“ ist von der angelsächsischen Bezeichnung Faern-laega abgeleitet, die im Deutschen „farnige Weide“ bedeutet und später zu „Farleigh“ wurde. William Rufus vergab die Grundherrschaft dann an Hugh de Montfort, der sie in Farleigh Montfort umbenannte. Die Grundherrschaft ging dann in den ersten Jahren der Regentschaft von König Eduard III. von der Familie Montfort an die Familie Bartholomew de Bunghersh über.
Sir Thomas Hungerford kaufte das Anwesen von der Familie Bunghersh im Jahre 1369 für £ 733. Ab 1385 wurde die Grundherrschaft nach ihrem Eigner „Farley Hungerford“ genannt. Sir Thomas Hungerford war Ritter und Höfling, der als Chefstatthalter des mächtigen John of Gaunt und dann als erster dokumentierter Speaker des House of Commons reich wurde. Thomas Hungerford entschloss sich dazu, Farley Hungerford zu seinem Hauptsitz zu machen, und ließ zwischen 1377 und 1383 dort eine Burg errichten. Leider erhielt er nicht die erforderliche königliche Erlaubnis zur Befestigung seines Hauses (engl.: Licence to Crenellate), bevor mit dem Bau der Burg begonnen wurde. So musste er 1383 den König um Verzeihung bitten.
Die neue Burg von Thomas Hungerford beinhaltete das vorhandene Herrenhaus über dem River Frome. Auch wenn die Burg auf einem niederen Felssporn errichtet worden war, so waren doch die Hügel im Norden und Westen höher, und sie lag aus reinen Verteidigungsgesichtspunkten nicht ideal. Zeitgenössische Burgen hatten große, palastartige Wohntürme und Wohnungen für die mächtigsten Adligen, wie z. B. Kenilworth Castle, das von Thomas Hungerfords Herrn John of Gaunt erweitert worden war, oder es waren kleinere, von den Franzosen beeinflusste Burgkonstruktionen, wie das nahegelegene Nunney Castle, das einer der neureichen Landbesitzer, wie Thomas Hungerford einer war, bauen ließ. Im Gegensatz dazu folgte Farley Hungerford Castle der Tradition der Kastellburgen, wie sie in Frankreich seit Beginn des 13. Jahrhunderts gebaut wurden, wo traditionelle Gebäude eines unbefestigten Herrenhauses in eine vierseitige Außenmauer eingeschlossen wurden, die mit Ecktürmen bestückt war. Dieser Baustil war Ende des 14. Jahrhunderts noch durchaus üblich, wenn auch schon etwas altmodisch.
Die Burg wurde um einen Innenhof herum gebaut, der später der innere Burghof genannt wurde. Sie wurde mit einer Kurtine umgeben, die an jeder Ecke einen Rundturm und vorne ein Torhaus erhielt. Der Nordostturm war größer als die anderen, möglicherweise um als zusätzliches Verteidigungsbauwerk zu dienen. Über die Zeit erhielt jeder Turm seinen eigenen Namen: Der Nordwestturm hieß Hazelwell Tower, der Nordostturm Redcap Tower und der Südwestturm Lady Tower. Von der Burg aus fiel das Terrain an den meisten Seiten steil ab, auf der Süd- und der Westseite war sie durch einen wassergefüllten Burggraben geschützt, dessen Wasser von einem Damm kam, der von einer natürlichen Quelle gespeist wurde und mit dem Graben durch ein Rohr verbunden war. Das Torhaus hatte Zwillingstürme und eine Zugbrücke.

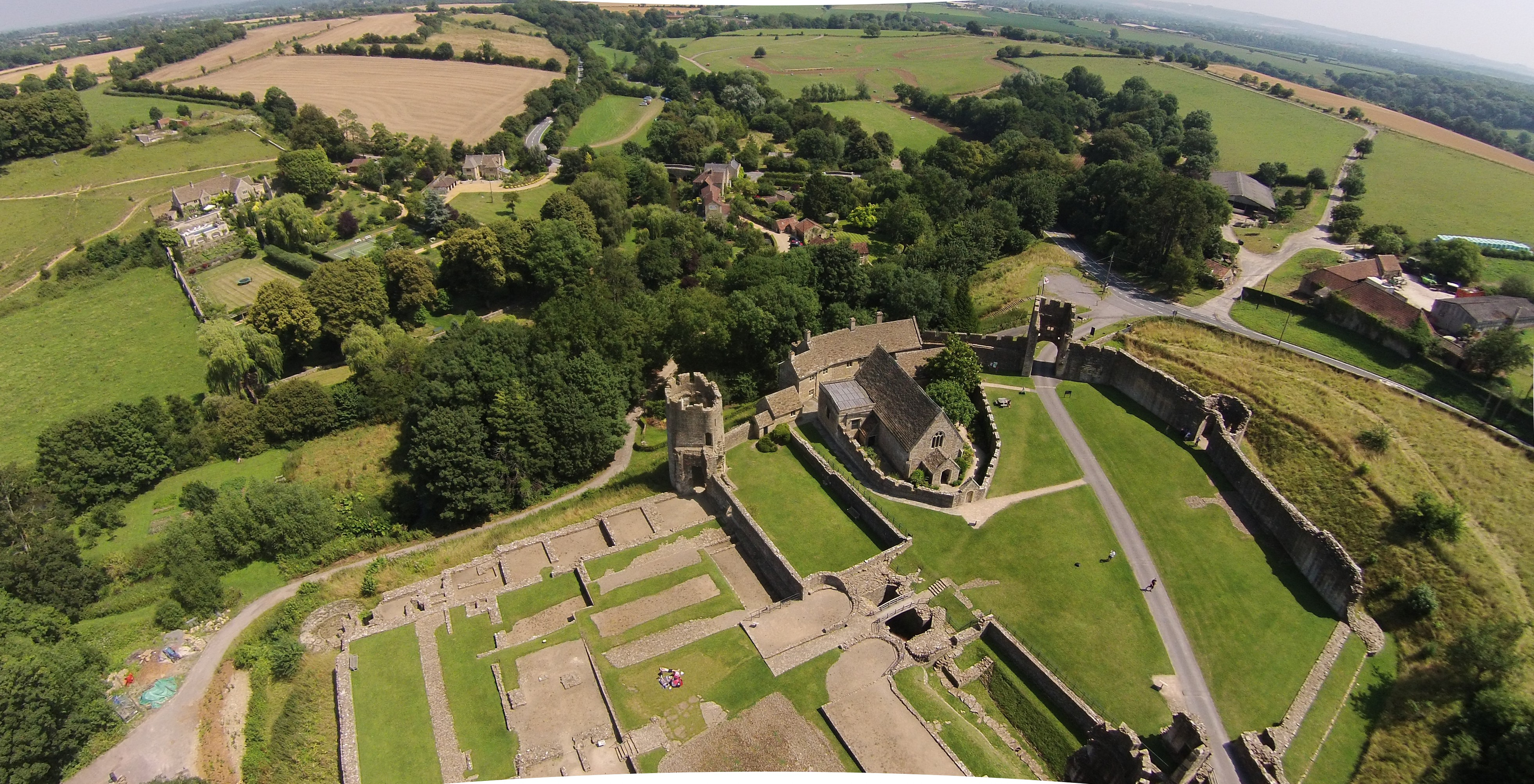
Südwestseite der Burg mit der St.-Leonhard-Kapelle (Mitte)

Gegenüber dem Eingang und mitten durch den Hof verlaufend lag der Rittersaal der Burg mit einer großen Vorhalle und einer Treppe zum 1. Obergeschoss, wo Prestigegäste zwischen geschnitzten Wandschirmen und Fresken unterhalten wurden. Die Ausgestaltung des Rittersaals mag der von John of Gaunts Rittersaal auf Kenilworth Castle entsprochen haben, mindestens war sie aber ein machtvolles Symbol für Thomas Hungerfords Autorität und gesellschaftliche Stellung. Auf der Westseite des inneren Burghofes fanden sich die Küchen, die Bäckerei, der Brunnen und andere Versorgungseinrichtungen. Auf der Ostseite waren das Paradeschlafzimmer des Burgherrn und eine Reihe weiterer Schlafräume für andere Gäste untergebracht. Hinter dem Rittersaal befand sich ein kleinerer Hof oder Garten. Thomas Hungerford scheint seine neue Burg in verschiedenen Bauphasen aufgebaut haben zu lassen; die Kurtine wurde zuerst errichtet, dann wurden die Türme hinzugefügt.
Ein Rehpark wurde um die Burg herum angelegt; ein Park war ein Zeichen von großem Prestige, versetzte Thomas Hungerford in die Lage, zu jagen, stellte die Versorgung der Burg mit Wildfleisch sicher und war zugleich eine Einkommensquelle. Der größte Teil des Dorfes Wittenham musste abgerissen werden, um für den Rehpark Platz zu schaffen, und der Ort wurde danach eine Wüstung. Eine neue Pfarrkirche, die dem Hl. Leonhard geweiht war, ließ Thomas Hungerford außerhalb der Burg bauen, nachdem er die alte, einfachere Kirche aus dem 12. Jahrhundert beim Bau der Kernburg hatte abreißen lassen. Thomas Hungerford starb 1397 und wurde in der neuen Kapelle der Hl. Anna begraben, die nördlich an die neue Kirche angebaut wurde.

### 15. Jahrhundert

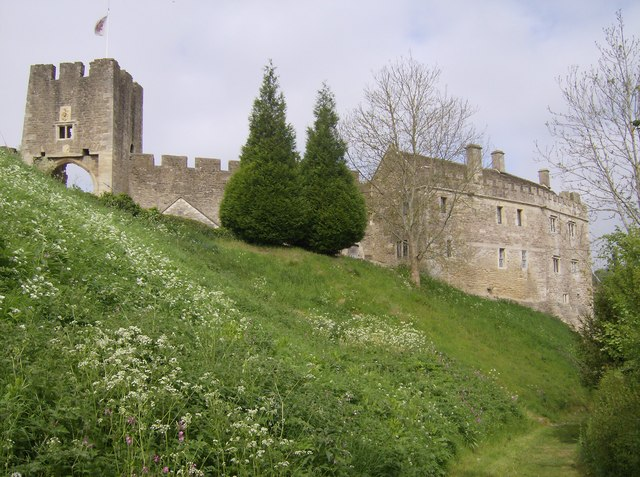
Die Burg von Südosten mit dem östlichen Torhaus (links) und dem Pfarrhaus (rechts)

Walter Hungerford erbte Farleigh Hungerford Castle nach dem Tod seiner Mutter Joan 1412. Walter Hungerfords erster politischer Patron war John of Gaunts Sohn, König Heinrich IV. und später wurde ein enger Freund von König Heinrichs Sohn, König Heinrich V. Heinrich V. machte Walter Hungerford, wie sein Vater vor ihm, 1414 zum Speaker des House of Commons. Walter Hungerford reüssierte, er wurde ein Experte im Lanzenstechen. 1415 kämpfte er in der Schlacht von Azincourt im Hundertjährigen Krieg, wurde zum Lord Steward of the Household gemacht und war in den 1420er-Jahren eine wichtige Person der Regierung, da er den Posten des Lord High Treasurer innehatte und einer der Vormunde des jungen Königs Heinrich VI. war. Obwohl er ein Lösegeld von £ 3000 an die Franzosen bezahlen musste, nachdem sein Sohn 1429 gefangen genommen worden war, häufte Walter Hungerford, der inzwischen zum Baron Hungerford gemacht worden war, ein ansehnliches Vermögen aus seinen unterschiedlichen Einkommensquellen an, darunter auch das Recht auf 100 Mark (£ 66) pro Jahr von der Stadt Marlborough, die Wollsteuern von Wells und die Lösegelder für französische Gefangene. So konnte er mehr Land kaufen und häufte in seiner Lebenszeit 110 neue Grundherrschaften und Ländereien an.
Zwischen 1430 und 1445 ließ Walter Hungerford die Burg beträchtlich ausbauen. Eine Vorburg mit eigenen Türmen und einem zusätzlichen Torhaus, das den Eingang zur Burg bildete, entstand an der Südseite der Kernburg. Diese neuen Verteidigungsanlagen waren nicht so stark wie die der Kernburg und das östliche Torhaus war damals nicht mit Zinnen versehen. Eine Barbakane als Verlängerung des alten, inneren Torhauses wurde errichtet. Der neue Burghof umschloss die Pfarrkirche, die so zur Burgkapelle wurde; Walter Hungerford ließ als Ersatz eine neue Pfarrkirche im Dorf bauen. Er ließ die Burgkapelle mit einer Reihe von Fresken dekorieren, auf denen Szenen aus der Geschichte des Heiligen Georgs und des Drachens abgebildet waren. Der Heilige Georg war der Lieblingsheilige von Heinrich V. und mit dem prestigeträchtigen Hosenbandorden verbunden, dem Walter Hungerford angehörte. Neben der Kapelle wurde ein Pfarrhaus errichtet. Walter Hungerford verband auch die beiden Pfarren Farleigh in Somerset und Wittenham in Wiltshire, die Teil des Rehparks waren, rechtlich miteinander und veränderte dabei die Grenzen der beiden Grafschaften. Als Dorf verschwand Wittenham vollständig von der Landkarte.

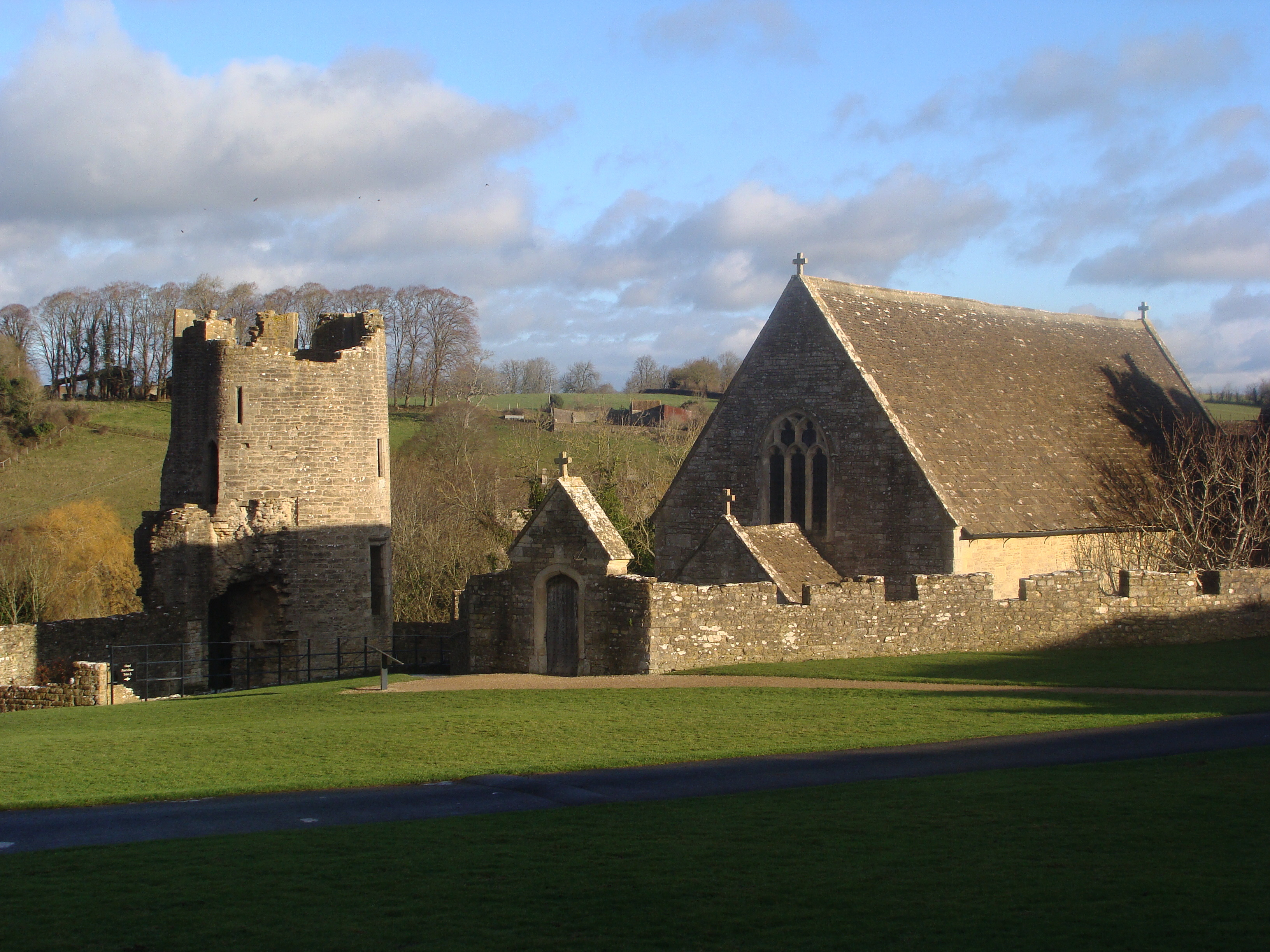
Blick über den äußeren Burghof mit dem Südwestturm (links) und der Burgkapelle (rechts)

Walter Hungerford hinterließ die Burg seinem Sohn Robert Hungerford. Aufzeichnungen aus der Burg zeigen zu dieser Zeit erheblichen Luxus, z. B. wertvolle Bildwirkereien mit bis 18,3 Meter Länge, seidene Bettwäsche, reiche Pelze und silberne Schüsseln und andere Silberutensilien. Robert Hungerfords ältester Sohn, der spätere Lord Moleyns, wurde von den Franzosen in der Schlacht bei Castillon gefangen genommen, die gegen Ende des hundertjährigen Krieges 1453 geschlagen wurde. Das hohe Lösegeld von über £ 10.000 ruinierte die Familie finanziell und Lord Moleyns kehrte erst 1459 wieder nach England zurück. Zu dieser Zeit war England in die Periode des Bürgerkrieges zwischen dem Haus York und dem Haus Lancaster eingetreten, der als Rosenkriege bekannt wurde. Lord Moleyns war Lancastrianer und kämpfte gegen die Yorkisten 1460 und 1461, was zuerst zu seinem Exil und dann zu einer Hochverratsanklage führte, infolge derer Farleigh Hungerford Castle von der Krone übernommen wurde. Lord Moleyns wurde 1464 gefangen genommen und hingerichtet, und seinen ältesten Sohn, Thomas ereilte 1469 das gleiche Schicksal.
Der Yorkist König Eduard IV. verlehnte Farleigh Hungerford Castle 1462 an seinen Bruder Richard, den damaligen Duke of Gloucester. Eduards und Richards Bruder George Plantagenet könnte auf der Burg residiert haben; seine Tochter Margaret wurde sicher dort geboren. Richard wurde 1483 König von England und verlehnte die Burg an John Howard, den Duke of Norfolk. Inzwischen war der jüngste Sohn des hingerichteten Robert Hungerford, Sir Walter, ein begeisterter Unterstützer Eduards IV. geworden. Dennoch schloss er sich der erfolglosen Revolte von 1483 gegen Richard an und landete als Gefangener im Tower of London. Als Henry Tudor England 1485 überfiel, entfloh Sir Walter Hungerford seinen Wächtern und schloss sich der einfallenden Armee der Lancastrianer an, wo er Seite an Seite mit Henry Tudor in der Schlacht von Bosworth kämpfte. Als siegreicher, neu gekrönter König Heinrich VII. gab Henry Tudor Farleigh Hungerford Castle 1486 an Walter Hungerford zurück.

### 16. Jahrhundert

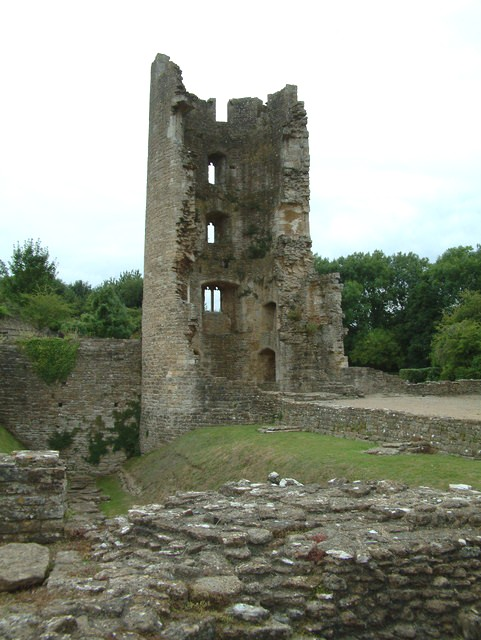
Der Burggraben (links) und der Südostturm (rechts), letzterer mit den Überresten der ursprünglich fünf Geschosse des Gebäudes

Sir Walter Hungerford starb 1516 und hinterließ Farleigh Hungerford Castle seinem Sohn, Sir Edward Hungerford. Edward Hungerford war ein erfolgreiches Mitglied des Hofes von König Heinrich VIII. und starb 1522, wobei er die Burg seiner zweiten Frau, Agnes, hinterließ. Nach Edwards Tod stellte sich aber heraus, dass seine Witwe für den Tod ihres ersten Mannes, John Cotell, verantwortlich war: Zwei ihrer Diener hatten ihn auf Farleigh Hungerford Castle stranguliert und dann seine Leiche im Ofen der Burg verbrannt, um alle Beweise zu beseitigen. Agnes scheint von ihrem Wunsch nach Reichtum motiviert gewesen zu sein, der aus der Heirat mit ihrem zweiten Mann, Sir Edward Hungerford, folgte, aber 1523 wurde sie zusammen mit ihren beiden Dienern wegen Mordes in London gehängt.
Wegen dieser Hinrichtung erbte Edward Hungerfords Sohn, ein weiterer Walter die Burg anstelle der Witwe. Walter Hungerford wurde politischer Anhänger von Thomas Cromwell, dem mächtigen Ministerpräsidenten Heinrichs VIII., und arbeitete für ihn in der Region. Er zerstritt sich mit seiner dritten Gattin, Elizabeth, nachdem ihr Vater einer seiner politischen Anhänger wurde, und sperrte sie einige Jahre lang in einem der Türme der Burg ein. Elizabeth beschwerte sich, dass sie während ihrer Gefangenschaft hungern musste, damit sie stürbe, und dass man öfters versucht habe, sie zu vergiften. Sie wurde vermutlich im Nordwestturm gefangengehalten, auch wenn der Südwestturm nach ihr Lady Tower genannt wurde. Als Cromwell 1540 seine Macht verlor, verlor auch Walter Hungerford die seine und wurde wegen Hochverrats, Hexerei und Homosexualität hingerichtet: Elizabeth durfte erneut heiraten, aber die Burg fiel an die Krone.
Walter Hungerfords Sohn, der ebenfalls Walter hieß, kaufte 1554 die Burg von der Krone für £ 5000 zurück. Farleigh Hungerford Castle und der umgebende Park wurden in gutem Zustand gehalten – tatsächlich konnte der Geschichtsforscher John Leland bei seinem Besuch ihren „hübschen und repräsentativen Zustand“ preisen, was in der damaligen Zeit unüblich war –, aber Walter Hungerford führte die Modernisierung des Anwesens fort, indem er moderne Fenster im elisabethanischem Stil einbauen und den Ostflügel der Kernburg verbessern ließ, der dann zur Hauptwohnung für die Familie des Eigentümers wurde. Walter Hungerfords zweite Frau Jane war römisch-katholisch und die Ehe hielt die turbulente Religionspolitik der späteren Tudorzeit nicht aus; Jane ging ins Exil. Der einzige Sohn von Walter und Jane Hungerford starb jung und nach dem Tod von Walter Hungerford 1596 fiel die Burg an seinen Bruder, Sir ‚‘Edward Hungerford‘‘.

### 17. Jahrhundert

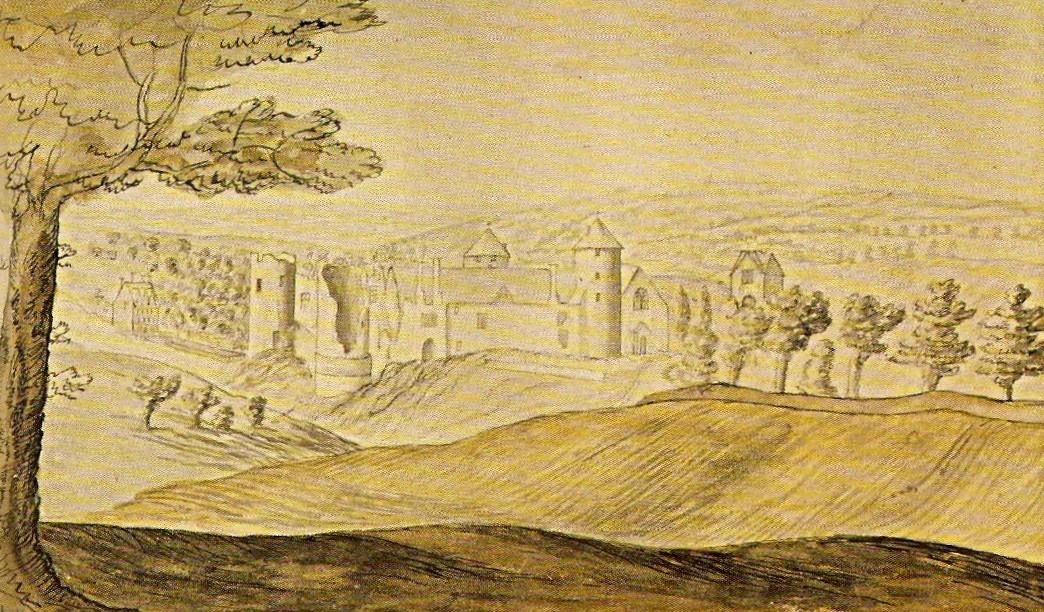
Aquarell der Burg von Südosten, um 1730

Sir Edward Hungerford verstarb 1607 und hinterließ Farleigh Hungerford Castle seinem Großneffen, einem weiteren Sir Edward Hungerford. Dieser Edward Hungerford ließ die Burg weiter ausbauen und neue Fenster in die mittelalterlichen Gebäude der Kernburg einbauen. 1642 brach der englische Bürgerkrieg zwischen den Anhängern von König Karl I. und denen des Parlaments aus. Als reformistisches Parlamentsmitglied und Puritaner war Edward Hungerford ein aktiver Unterstützer des Parlaments und meldete sich freiwillig als Führer seiner Truppen in der benachbarten Grafschaft Wiltshire. Leider bekam er Anfang 1643 dadurch Schwierigkeiten mit Sir Edward Bayntun, einem Herrn aus Wiltshire. Seine militärische Karriere während dieses Konfliktes war ungewöhnlich: Er überließ verschiedene Städte den vorrückenden royalistischen Armeen und kämpfte bei der Schlacht von Roundway Down auf der Verliererseite, nahm aber 1643 erfolgreich Wardour Castle ein.
Farleigh Hungerford Castle wurde 1643, nach einem erfolgreichen Feldzug der königlichen Truppen durch den Südwesten Englands von einer royalistischen Einheit eingenommen. Die Burg wurde ohne Kampfhandlungen von Colonel John Hungerford, einem Halbbruder von Edward Hungerford, genommen, der dann eine Garnison dort installierte, die sich durch Plünderung der umliegenden Ländereien ernährte. Etliche Angriffe der Parlamentaristen auf Farleigh Hungerford Castle wurden 1644 unternommen, aber die Burg konnte nicht wieder eingenommen werden. 1645 war die royalistische Sache nahe am militärischen Zusammenbruch; die Parlamentaristen begannen, mit den verbleibenden royalistischen Garnisonen im Südwesten aufzuräumen, und am 15. September erreichten sie die Burg. Colonel Hungerford übergab die Burg sofort im Guten und Sir Edward Hungerford zog in Frieden wieder in die unbeschädigte Burg ein. So entging Farleigh Hungerford Castle der Schleifung auf Befehl des Parlamentes, anders als viele andere Burgen in der Region, wir z. B. Nunney Castle.

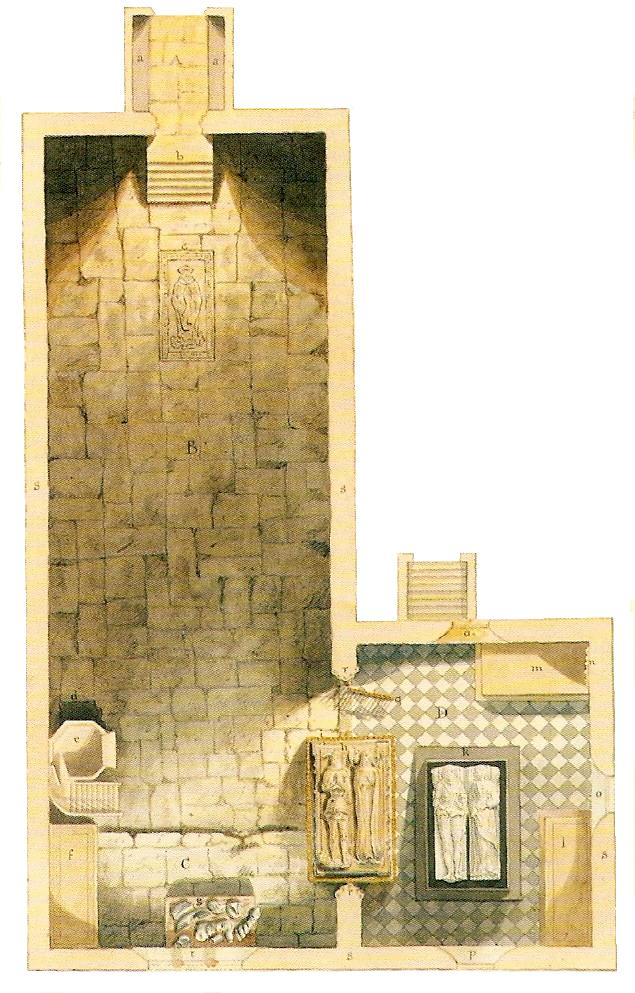
Grundriss der Burgkapelle (links) und der nördlichen Kapelle (rechts) um 1800

Nach Edward Hungerfords Tod 1648 erbte sein Halbbruder Anthony Hungerford die Burg. Die nördliche Kapelle war in dieser Zeit im Auftrag von Edward Hungerfords Witwe Margaret umfangreich renoviert worden; sie ließ die Wände mit Bildern von Heiligen, Cherubim, Wolken, Bändern, Kronen und anderen heraldischen Symbolen bedecken. Dies war Teil einer Ausstattung als Grabeskirche für sie selbst und ihren Gatten Eduard und kostete £ 1100 (entsprechend £ 136.000 im Jahre 2009). Bei der Renovierung wurde der Eingang zur nördlichen Kapelle fast blockiert, sodass das Grab für jeden Besucher und für alle religiösen Aktivitäten zum Mittelpunkt der Aufmerksamkeit wurde. Eine Reihe von vermenschlichenden Bleisärgen, einige davon mit gegossenen Gesichtern oder Totenmasken, wurden Mitte bis Ende des 17. Jahrhunderts in die Krypta verbracht. Vier Männer, zwei Frauen und zwei Kinder wurden in der Burg in dieser Weise einbalsamiert, vermutlich einschließlich Edward und Margaret, ebenso wie der letzte Edward Hungerford, seine Gattin, ihr Sohn und ihre Schwiegertochter. Solche Bleisärge waren in dieser Zeit extrem teuer und für die Reichsten der Gesellschaft reserviert. Ursprünglich waren diese Bleisärge im Holz eingebaut, aber diese äußere Mantel ist zwischenzeitlich verrottet.
Anthony Hungerford vererbte seinem Sohn, einem weiteren Edward Hungerford, 1657 die Burg und ein beträchtliches Vermögen. Nach seiner Heirat konnte Edward Hungerford auf ein jährliches Einkommen von £ 8000 (entsprechend £ 1,11 Mio. heute) zurückgreifen, was ihn zu einem reichen Mann machte. Edward Hungerford aber lebte ausschweifend und schenkte auch dem im Exil lebenden Karl II. kurz vor der Stuart-Restauration eine immense Summe Geldes. Später, 1673, unterhielt er den königlichen Hof auf Farleigh Hungerford Castle. Eduard Hungerford zerstritt sich mit dem König wegen des Vorschlages, dass der römisch-katholische Jakob II. Karl II. nach dessen Tod auf dem englischen Thron nachfolgen sollte, und nach der Entdeckung der Rye-House-Verschwörung 1683 wurde die Burg von königlichen Beamten nach dort gebunkerten Waffen durchsucht, die in einer möglichen Revolte eingesetzt hätten werden können.
Inzwischen führte Edward Hungerford ein extravagantes Leben, einschließlich einer ausgeprägten Spielsucht, und häufte so etwa £ 40.000 Schulden an, die ihn 1683 zum Verkauf vieler seiner Ländereien in Wiltshire zwangen. Über die folgenden zwei Jahre machte Edward weitere £ 38.000 (entsprechend £ 5,27 Mio. heute) Schulden und war so 1686 schließlich gezwungen, seine verbleibenden Ländereien im Südwesten Englands ebenfalls zu verkaufen. Dies betraf auch Farleigh Hungerford Castle, das für £ 56.000 (entsprechend £ 7,75 Mio. heute) an Sir Henry Bayntun verkauft wurde. Bayntun lebte noch einige Jahre in der Burg, bis er 1691 verstarb.

### 18. bis 20. Jahrhundert

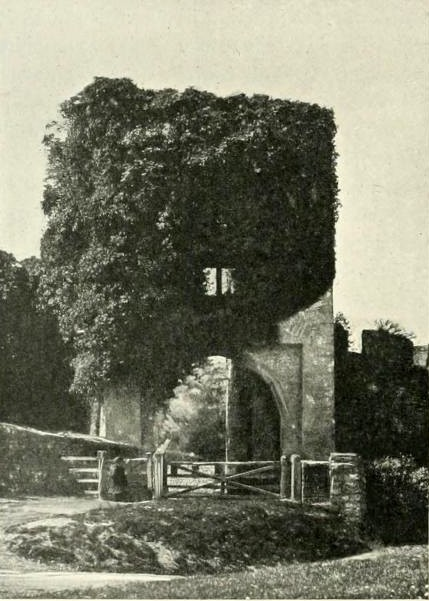
Das efeuumrankte östliche Torhaus vor seiner Restaurierung im 20. Jahrhundert

Ab dem 18. Jahrhundert war Farleigh Hungerford Castle zunehmend dem Verfall preisgegeben. 1702 wurde es an Hector Cooper verkauft, der in Trowbridge lebte; 1730 wiederum wurde es an die Familie Houlton weitergegeben, die die Ländereien um die Burg erworben hatte. Die Houltons rissen die Mauern der Burg ab und verkauften die Bausteine ebenso wie den Inhalt der Räume. Einige der Bauteile, wie die Marmorböden, wurden in Longleat House oder im neuen Landhaus der Houltons, dem in den 1730er-Jahren in der Nähe errichteten Farleigh House, wiederverwendet. Weitere Bauelemente kamen in den Häusern des Dorfes wieder zum Einsatz. Ende der 1730er-Jahre war die Burg eine Ruine und, auch wenn die Burgkapelle 1779 wieder instand gesetzt und einer Nutzung zugeführt wurde, waren doch der Nordwest- und der Nordostturm bis zum Ende des Jahres 1797 eingestürzt. Die Vorburg wurde zu einem Bauernhof und das Pfarrhaus zu einem Bauernhaus. Der Rehpark von Farleigh Hungerford Castle wurde zum Park für Farleigh House umgewidmet.
Das Interesse von Geschichtsforschern an der Burg begann schon 1700, als Peter le Neve sie besuchte und einige der architektonischen Details aufnahm, aber im 19. Jahrhundert nahm das Interesse deutlich zu. Dies war teilweise auf die Arbeit des örtlichen Kuraten, Reverend J. Jackson, zurückzuführen, der erste archäologische Ausgrabungen auf dem Burggelände in den 1840er-Jahren vornehmen ließ und viele Fundamente der Kernburg entdeckte. Bleiglasfenster aus dem Mitteleuropa des 17. und 18. Jahrhunderts waren in der Burgkapelle eingebaut, wo 1844 die Fresken aus dem 15. Jahrhundert wiederentdeckt wurden. Der damalige Eigner, Colonel John Houlton, ließ die Burgkapelle in ein Museum für Kuriositäten umbauen, wo Besucher gegen ein kleines Entgelt Rüstungen sehen konnten, ebenso wie ein Paar Stiefel, die Oliver Cromwell gehört haben sollen, und weitere Artefakte aus dem englischen Bürgerkrieg, z. B. Briefe, die Cromwell an die Hungerfords geschrieben hatte.
Die Fundamente, die Jackson bei seinen Ausgrabungen entdeckt hatte, blieben für Besucher offen sichtbar und eine größere Zahl von Touristen begann, die Ruinen der Burg zu besichtigen, darunter 1846 auch Napoleon III. Die Bleisärge in der Burgkapelle waren bei den Touristen beliebt, auch wenn sie von den Besuchern, die auch den Inhalt sehen wollten, stark beschädigt wurden. Der Südwestturm, der vollständig und dick mit Efeu umrankt war, stürzte 1842 ein, nachdem Kinder aus der Gegend versehentlich die Vegetation in Brand gesetzt hatten, die damals den Turm noch zusammenhielt. Zinnen wurden in dieser Zeit auf das östliche Torhaus aufgesetzt und veränderten so das Aussehen des originalen Giebeldaches.
1891 verkaufte die Familie Houlton den größten Teil von Farleigh Hungerford Castle an Lord Donington, dessen Erbe es wiederum 1907 an Wilfred Cairns, 4. Earl Cairns verkaufte. Cairns gab die Burgruine 1915 an das Office of Works; damals war der gesamte Gebäudekomplex dicht von Efeu überwuchert. Das Office of Works begann mit einem Prozess vieldiskutierter Restaurierungen, ließ den Efeu entfernen und die Mauern reparieren. Das Ergebnis wurde damals von H. Avray Tipping kritisiert, weil es der Burg „das Aussehen eines neuen Betongebäudes gab“. Weitere Ausgrabungen fanden 1924 als Teil des Projektes statt, das die Burg als Touristenattraktion erhielt. Die letzten Bewohner des Bauernhauses verließen es 1959, als die letzten Teile der Vorburg an die Regierung verkauft und renoviert wurden. 1931 und 1955 wurden Anstrengungen unternommen, die Fresken in der Burgkapelle zu erhalten, aber die Behandlung, die im Aufbringen roten Wachses bestand, übersäte die Malereien mit Flecken und verursachte so großen Schaden. Das Wachs wurde in den 1970er-Jahren entfernt. Weitere Ausgrabungen um die Burgkapelle und das Pfarrhaus folgten 1962 und 1968. English Heritage übernahm die Verwaltung der Burgruine 1983.

### 21. Jahrhundert
Heute liegt der größte Teil von Farleigh Hungerford Castle in Ruinen. Von der Kernburg sind nur noch die Fundamente der meisten Gebäude und die leeren Außenmauern des Südwest- und des Südostturms erhalten. Ungewöhnlich für eine englische Burg ist, dass von der Vorburg mehr erhalten ist als von der Kernburg. Das restaurierte östliche Torhaus ist mit dem Wappen der Hungerfords und den Initialen des ersten Sir Edward Hungerford verziert, der sie dort zwischen 1516 und 1522 hatte einmeißeln lassen. Das Pfarrhaus blieb intakt; es hat eine Grundfläche von 11,9 Meter × 6,7 Meter, zwei Räume im Erdgeschoss und vier im Obergeschoss.
In der St.-Leonhard-Kapelle (Burgkapelle) kann man noch die Umrisse vieler mittelalterlicher Fresken sehen, darunter ein Gemälde des Heiligen Georg mit dem Drachen, das immer noch in gutem Zustand ist – Geschichtsforscher Simon Ruffey beschreibt diese Arbeit, eine von nur vier derartigen Arbeiten, die in England überlebt haben, als „bemerkenswert“. Die Gräber der Hungerfords vom Ende des 17. Jahrhunderts in der Nordkapelle, die der Heiligen Anna geweiht ist, sind ebenfalls intakt. Die bis heute erhaltenen, vermenschlichenden Bleisärge in der Krypta sind archäologisch interessant: Auch wenn sie ausgangs des 16. und im 17. Jahrhundert zahlreich waren, sind doch nur wenige bis heute erhalten und Farleigh Hungerford Castle hat, was der Historiker Charles Kightly als „beste Sammlung“ im Land betrachtet.
Das Burggelände wird von English Heritage als Touristenattraktion verwaltet. Es ist ein Scheduled Monument und English Heritage hat es als historisches Bauwerk I. Grades gelistet.

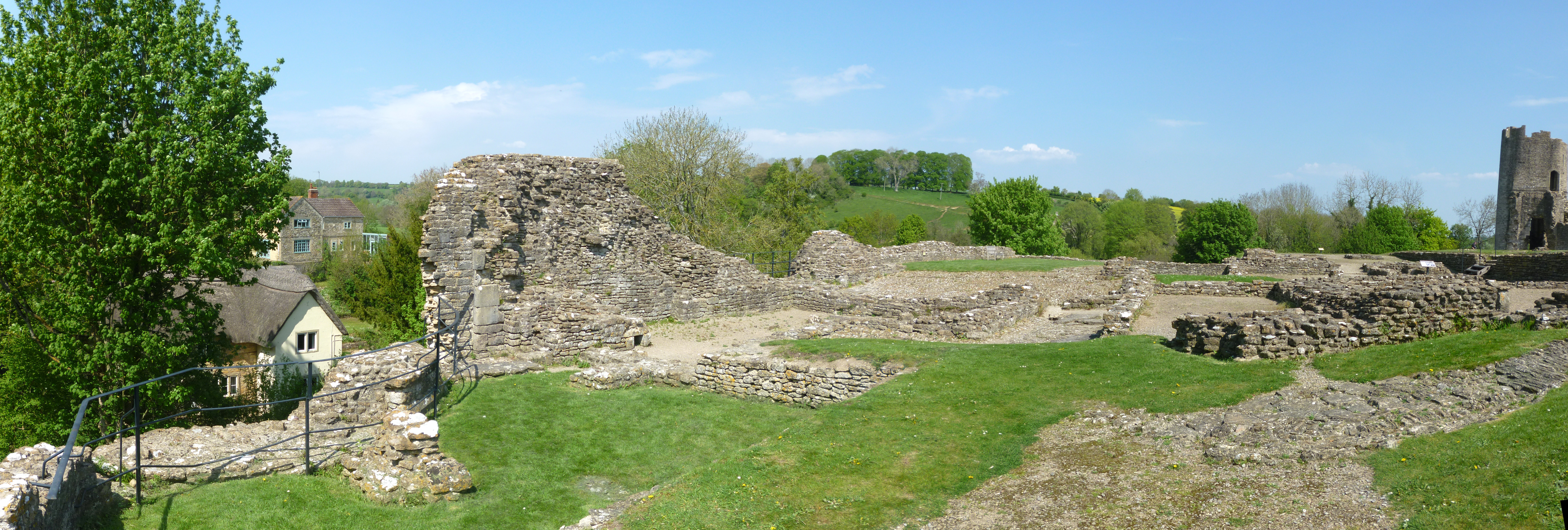
Blick über die Kernburg mit den Überresten (von links nach rechts) des Westflügels, des Backhauses, der Küchen und des Rittersaals